# Tullgrenella
Genre
Synonymes
- Akeloides Mello-Leitão, 1944

Tullgrenella est un genre d'araignées aranéomorphes de la famille des Salticidae.

## Distribution
Les espèces de ce genre se rencontrent en Amérique du Sud.

## Liste des espèces
Selon World Spider Catalog (version 25.0, 22/03/2024) :
- Tullgrenella aisenbergae Marta, 2024
- Tullgrenella brescoviti Estol, Marta & Rodrigues, 2020
- Tullgrenella corrugata Galiano, 1981
- Tullgrenella didelphis (Simon, 1886)
- Tullgrenella galianoae Marta, 2024
- Tullgrenella gertschi Galiano, 1981
- Tullgrenella guayapae Galiano, 1970
- Tullgrenella legalissima Marta & Hagopián, 2024
- Tullgrenella lunata (Mello-Leitão, 1944)
- Tullgrenella melanica (Mello-Leitão, 1941)
- Tullgrenella morenensis (Tullgren, 1905)
- Tullgrenella musica (Mello-Leitão, 1945)
- Tullgrenella nadjae Estol, Marta & Rodrigues, 2020
- Tullgrenella peniaflorensis Galiano, 1970
- Tullgrenella quadripunctata (Mello-Leitão, 1944)
- Tullgrenella sciosciae Marta & Bustamante, 2024
- Tullgrenella selenita Galiano, 1970
- Tullgrenella serrana Galiano, 1970
- Tullgrenella yungae Galiano, 1970

## Systématique et taxinomie
Ce genre a été décrit par Mello-Leitão en 1941 dans les Salticidae.
Akeloides a été placé en synonymie par Galiano en 1970.

## Étymologie
Cette espèce est nommée en l'honneur d'Albert Tullgren.

## Publication originale
- Mello-Leitão, 1941 : « Las arañas de Córdoba, La Rioja, Catamarca, Tucumán, Salta y Jujuy colectadas por los Profesores Birabén. » Revista del Museo de La Plata, Nueva Série, Zoología, vol. 2, p. 99-198.